# Рабочая улица (Иркутск)
Рабо́чая улица (ранее — Дворя́нская) — улица в Правобережном округе города Иркутска. Начинается от улицы Сухэ-Батора, и продолжается до Маратовского кольца. В плане улица имеет форму сильно изогнутой дуги, охватвая площадь торгового центра «Фортуна» (в советское время улица была удлиненна таким образом, чтобы она охватывала площадь Иркутского завода тяжёлого машиностроения), хотя исторически улица заканчивалась у первого пересечения с улицей Франк-Каменецкого. Нумерация домов ведётся от улицы Сухэ-Батора.
В 2013 году был открыт пешеходный мост через улицу Рабочая.

## Примечательные объекты
- Дома 2а — 2а/4 — занимает ТЦ Меркурий.
- Дом 17 — здание общежития ВСГАО.
- Дом 21 — МОУСОШ № 72.